# Série mondiale 1979

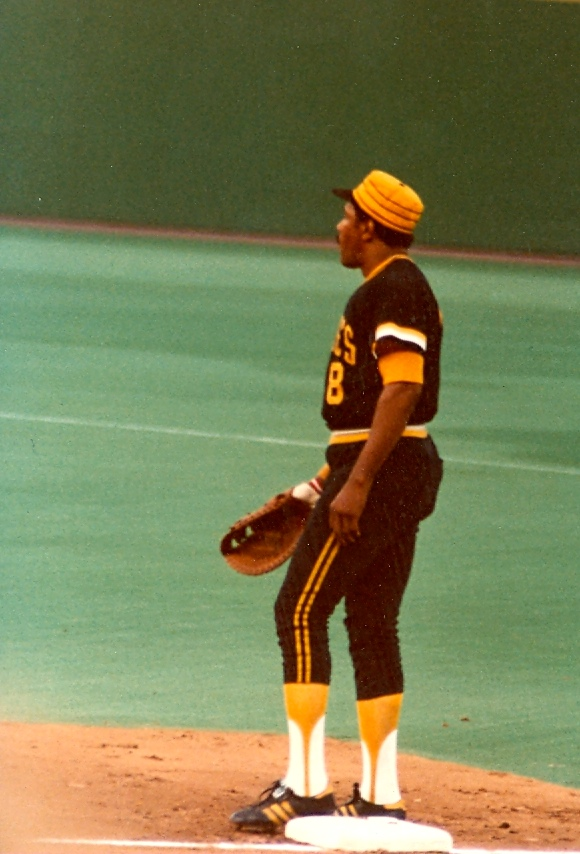
Willie Stargell, des Pirates de Pittsburgh, est le joueur par excellence de la Série mondiale de 1979.

La Série mondiale 1979 était la 76e série finale des Ligues majeures de baseball. Elle a débuté le 10 octobre 1979 et opposait les champions de la Ligue nationale, les Pirates de Pittsburgh, aux champions de la Ligue américaine, les Orioles de Baltimore.
Cette série 4 de 7 s'est terminée le 17 octobre 1979 par la victoire des Pirates de Pittsburgh, gagnants lors des trois dernières rencontres. Après cette victoire des Pirates, aucune équipe n'a remporté un septième match de Série mondiale sur la route avant 2014.
Les deux mêmes équipes s'étaient affrontées lors de la Série mondiale 1971, les Pirates remportant également le septième match à Baltimore pour enlever le titre mondial.

## Équipes en présence

### Pirates de Pittsburgh
Menés par le vétéran Willie Stargell, futur membre du Temple de la renommée du baseball, les Pirates s'étaient relevés d'un lent début de saison pour enlever le championnat de la division Est de la Ligue nationale avec 98 victoires, deux matchs devant les Expos de Montréal.
Pittsburgh comptait également sur Bill Madlock, champion frappeur de la Nationale en 1975 et 1976, qui allait terminer premier de la ligue pour la moyenne au bâton à deux autres reprises au début des années 1980. En relève, Kent Tekulve, qui allait préserver trois victoires en finale, avait terminé deuxième dans la Nationale avec 31 sauvetages.
En Série de championnat, Pittsburgh a balayé en trois parties les champions de l'Ouest, les Reds de Cincinnati (90-71).
Les Pirates participaient à la Série mondiale pour la 9e fois de leur histoire et la première fois depuis la finale de 1971 contre Baltimore. Ils avaient déjà remporté le titre en 1909, 1925, 1960 et 1971.

### Orioles de Baltimore
Avec un rendement de 102-57 en saison régulière, le meilleur des majeures cette année-là, les Orioles de Baltimore terminèrent en tête de la section Est de la Ligue américaine avec une confortable avance de huit parties sur les Brewers de Milwaukee. Le voltigeur Ken Singleton venait de connaître la meilleure saison de sa carrière, et au premier coussin se trouvait Eddie Murray, un jeune joueur de 23 ans à sa troisième saison. Au monticule, la rotation de lanceurs partants était menée par Mike Flanagan, auteur de 23 victoires contre seulement 9 défaites, qui allait remporter pour 1979 le trophée Cy Young.
En Série de championnat de la Ligue américaine, les Orioles eurent le meilleur, trois parties à une, sur les Angels de la Californie (88-74).
Les Orioles participaient à la Série mondiale pour la 6e fois dans l'histoire de la franchise, et la 5e depuis leur transfert, en 1954, à Baltimore. Ils avaient remporté le titre en 1966 et 1970 avant de perdre contre les Pirates lors de leur dernière présence en finale, en 1971.

## Déroulement de la série

### Calendrier des rencontres
| Match | Date       | Visiteur              | Hôte                  | Score |
| ----- | ---------- | --------------------- | --------------------- | ----- |
| 1     | 10 octobre | Pirates de Pittsburgh | Orioles de Baltimore  | 4 - 5 |
| 2     | 11 octobre | Pirates de Pittsburgh | Orioles de Baltimore  | 3 - 2 |
| 3     | 12 octobre | Orioles de Baltimore  | Pirates de Pittsburgh | 8 - 4 |
| 4     | 13 octobre | Orioles de Baltimore  | Pirates de Pittsburgh | 9 - 6 |
| 5     | 14 octobre | Orioles de Baltimore  | Pirates de Pittsburgh | 1 - 7 |
| 6     | 16 octobre | Pirates de Pittsburgh | Orioles de Baltimore  | 4 - 0 |
| 7     | 17 octobre | Pirates de Pittsburgh | Orioles de Baltimore  | 4 - 1 |

### Match 1
Mercredi 10 octobre 1979 au Memorial Stadium, Baltimore, Maryland.
| Pirates de Pittsburgh | 0 | 0 | 0 | 1 | 0 | 2 | 0 | 1 | 0 | 4 | 11 | 3 |
| Orioles de Baltimore | 5 | 0 | 0 | 0 | 0 | 0 | 0 | 0 | X | 5 | 6  | 3 |
| Lanceurs partants : PIT : Bruce Kison BAL : Mike Flanagan Vic. : Mike Flanagan (1-0) Déf. : Bruce Kison (0-1) HRs : PIT : Willie Stargell (1) BAL : Doug DeCinces (1) |   |   |   |   |   |   |   |   |   |   |    |   |

Les Orioles inscrivirent tous leurs points en première manche et, malgré une récolte de 11 coups sûrs, les Pirates furent incapables de combler l'écart, s'inclinant 5-4. 
Baltimore chassa le partant Bruce Kison, qui affronta seulement huit frappeurs, après un tiers de manche. Après des simples de Al Bumbry et Mark Belanger, puis un premier retrait, Eddie Murray soutira un but-sur-balles. Le joueur de deuxième but Phil Garner commit une erreur qui coûta deux points aux Pirates. Kison fit ensuite un mauvais lancer qui permit à Murray de croiser le marbre, puis Doug DeCinces claqua un coup de circuit de deux points pour porter le score à 5-0.
Mike Flanagan lança un match complet de neuf manches pour Baltimore. La défensive des Orioles connut également des ratés. Par conséquent, deux des quatre points accordés par Flanagan furent des points non-mérités.

### Match 2
Jeudi 11 octobre 1979 au Memorial Stadium, Baltimore, Maryland.
| Pirates de Pittsburgh | 0 | 2 | 0 | 0 | 0 | 0 | 0 | 0 | 1 | 3 | 11 | 2 |
| Orioles de Baltimore | 0 | 1 | 0 | 0 | 0 | 1 | 0 | 0 | 0 | 2 | 6  | 1 |
| Lanceurs partants : PIT : Bert Blyleven BAL : Jim Palmer Vic. : Don Robinson (1-0) Déf. : Don Stanhouse (0-1) Sauv. : Kent Tekulve (1) HRs: BAL : Eddie Murray (1) |   |   |   |   |   |   |   |   |   |   |    |   |

Les Pirates créèrent l'égalité dans la série en remportant le second match grâce à un coup sûr du frappeur suppléant Manny Sanguillen contre le droitier Don Stanhouse en début de 9e manche.

### Match 3
Vendredi 12 octobre 1979 au Three Rivers Stadium, Pittsburgh, Pennsylvanie.
| Orioles de Baltimore | 0 | 0 | 2 | 5 | 0 | 0 | 1 | 0 | 0 | 8 | 13 | 0 |
| Pirates de Pittsburgh | 1 | 2 | 0 | 0 | 0 | 1 | 0 | 0 | 0 | 4 | 9  | 2 |
| Lanceurs partants : BAL : Scott McGregor PIT : John Candelaria Vic. : Scott McGregor (1-0) Déf. : John Candelaria (0-1) HRs : BAL : Benny Ayala (1) |   |   |   |   |   |   |   |   |   |   |    |   |

Le joueur d'arrêt-court Kiko Garcia dirigea l'offensive des Orioles avec 4 coups sûrs en 4 et 4 points produits. Le gaucher Scott McGregor lança un match complet dans le gain de 8-4 de Baltimore. Son vis-à-vis John Candelaria, un autre gaucher, fut quant à lui chassé de la rencontre après avoir accordé huit coups sûrs et six points, dont cinq mérités, en trois manches.

### Match 4
Samedi 13 octobre 1979 au Three Rivers Stadium, Pittsburgh, Pennsylvanie.
| Orioles de Baltimore | 0 | 0 | 3 | 0 | 0 | 0 | 0 | 6 | 0 | 9 | 12 | 0 |
| Pirates de Pittsburgh | 0 | 4 | 0 | 0 | 1 | 1 | 0 | 0 | 0 | 6 | 17 | 1 |
| Lanceurs partants : BAL : Dennis Martinez PIT : Jim Bibby Vic. : Tim Stoddard (1-0) Déf. : Kent Tekulve (0-1) HRs: PIT : Willie Stargell (2) |   |   |   |   |   |   |   |   |   |   |    |   |

Malgré une impressionnante récolte de 17 coups sûrs, les Pirates s'effondrèrent en fin de match, les releveurs Don Robinson et Kent Tekulve permettant aux Orioles d'inscrire six points en 8e manche pour se sauver avec une victoire de 9-6.
Avec deux victoires consécutives à Pittsburgh, Baltimore prenait les devants 3-1 dans la série et se retrouvait à une victoire de remporter les grands honneurs.

### Match 5
Dimanche 14 octobre 1979 au Three Rivers Stadium, Pittsburgh, Pennsylvanie.
| Orioles de Baltimore                                                                                           | 0 | 0 | 0 | 0 | 1 | 0 | 0 | 0 | 0 | 1 | 6  | 2 |
| Pirates de Pittsburgh                                                                                          | 0 | 0 | 0 | 0 | 0 | 2 | 2 | 3 | X | 7 | 13 | 1 |
| Lanceurs partants : BAL : Mike Flanagan PIT : Jim Rooker Vic. : Bert Blyleven (1-0) Déf. : Mike Flanagan (1-1) |   |   |   |   |   |   |   |   |   |   |    |   |

Gardés dans le match par le partant Jim Rooker, qui ne donna qu'un point sur trois coups sûrs en cinq manches lancées, les Pirates purent compter sur Bert Blyleven, habituellement un partant, qui blanchit les Orioles pendant les quatre manches suivantes.
Pittsburgh s'inscrivit à la marque pour la première fois en 6e, un ballon-sacrifice de Willie Stargell et un simple de Bill Madlock plaçant l'équipe en avant 2-1. Les Pirates comptèrent deux fois en 7e et trois fois en 8e pour éviter l'élimination et remporter la partie, 7 à 1.

### Match 6
Mardi 16 octobre 1979 au Memorial Stadium, Baltimore, Maryland.
| Pirates de Pittsburgh | 0 | 0 | 0 | 0 | 0 | 0 | 2 | 2 | 0 | 4 | 10 | 0 |
| Orioles de Baltimore | 0 | 0 | 0 | 0 | 0 | 0 | 0 | 0 | 0 | 0 | 7  | 1 |
| Lanceurs partants : PIT : John Candelaria BAL : Jim Palmer Vic. : John Candelaria (1-1) Déf. : Jim Palmer (0-1) Sauv. : Kent Tekulve (2) |   |   |   |   |   |   |   |   |   |   |    |   |

La série se transportait à Baltimore avec les Orioles tentant une fois de plus de remporter la victoire finale. Mais les lanceurs des Pirates ne l'entendaient pas ainsi. John Candelaria lança six manches et Kent Tekulve trois, blanchissant les champions de la Ligue américaine 4-0 pour niveler les chances dans la série. Frappant premier dans le rôle offensif, Omar Moreno frappa trois des dix coups sûrs des Pirates, qui marquèrent deux points en 7e manche puis deux autres en 8e.

### Match 7
Mercredi 17 octobre 1979 au Memorial Stadium, Baltimore, Maryland.
| Pirates de Pittsburgh | 0 | 0 | 0 | 0 | 0 | 2 | 0 | 0 | 2 | 4 | 10 | 0 |
| Orioles de Baltimore | 0 | 0 | 1 | 0 | 0 | 0 | 0 | 0 | 0 | 1 | 4  | 2 |
| Lanceurs partants : PIT : Jim Bibby BAL : Scott McGregor Vic. : Grant Jackson (1-0) Déf. : Scott McGregor (1-1) Sauv. : Kent Tekulve (3) HRs : PIT : Willie Stargell (3) BAL : Rich Dauer (1) |   |   |   |   |   |   |   |   |   |   |    |   |

Tout comme en 1971, Orioles et Pirates croisèrent le fer dans un septième match de Série mondiale, une fois de plus à Baltimore. Et le résultat fut le même que huit années auparavant : les Pirates furent couronnés champions.
Les Orioles prirent les devants 1-0 en 3e manche sur un circuit en solo de Rich Dauer. Ce fut la seule erreur du partant Jim Bibby, qui après seulement quatre manches fut relevé par Don Robinson, Grant Jackson et Kent Tekulve. Ces trois derniers blanchirent Baltimore. 
Le grand Willie Stragell cogna un circuit de deux points en 6e manche pour donner les devants 2-1 aux Pirates, qui marquèrent deux points en début de 9e pour s'assurer la victoire. Stargell termina la partie avec 4 coups sûrs en 5 présences au bâton, et Omar Moreno frappa à nouveau en lieu sûr à trois reprises. Pittsburgh l'emporta 4-1.

## Joueur par excellence
Willie Stargell, premier but des Pirates de Pittsburgh, fut nommé joueur par excellence de la Série mondiale 1979. Il frappa pour ,400 avec 3 coups de circuit et 7 points produits.

## Faits notables
- En vertu des règles de l'époque, la Série mondiale 1979 fut jouée selon les réglements de la Ligue nationale interdisant le recours au frappeur désigné, et ce pour toute la durée de la finale.
- Cinq joueurs des Pirates frappèrent dix coups sûrs ou plus au cours de la série, un record des Séries mondiales[réf. nécessaire]. Ils sont : Tim Foli et Dave Parker (10 chacun), Omar Moreno (11), Willie Stargell et Phil Garner (12 chacun)[2].
- Les frappeurs des Orioles ne firent compter que deux points au cours des 28 dernières manches de la série finale[3].
- La principale menace offensive des Orioles, Eddie Murray, fut 0-en-21 au cours des cinq dernières parties de la série.
- Les Pirates de Pittsburgh de 1979 étaient surnommés The Family (la famille) et avaient adopté comme chanson thème le succès disco de Sister Sledge, We Are Family[4].